# 大拂子茅
大拂子茅（学名：Calamagrostis macrolepis）为禾本科拂子茅属下的一个种。